# Akrylonitril-butadien-styren
 Akrylonitril-butadien-styren, ABS eller ABS-plast er en meget almindelig plastic, polymeriseret af akrylonitril, butadien og styren. Forholdet mellem de tre monomerer kan variere fra 15 til 35% acrylonitril, 5 til 30% butadien og 40 til 60% styren.
Stoffet finder stor anvendelse til tekniske artikler, f.eks. husholdningsredskaber og legetøj som LEGO-klodser, på grund af dets mange gode egenskaber; det er let, formbestandigt og billigt at fremstille. ABS-plast bruges også i stort omfang til fremstilling af transportkufferter til teknisk udstyr og el-værktøj.